# Cistamina
La cistamina és un disulfur orgànic que es forma com a resultat de la descarboxilació de la cistina. En ser un líquid inestable, normalment s'utilitza en forma de sal dihidroclorur C₄H₁₂N₂S₂ + 2HCl, ja que és estable entre 203-214 °C. També se'l pot trobar amb el nom de cistineamina, decarboxicistina o diaminodietilsulfur.

## Ruta metabòlica

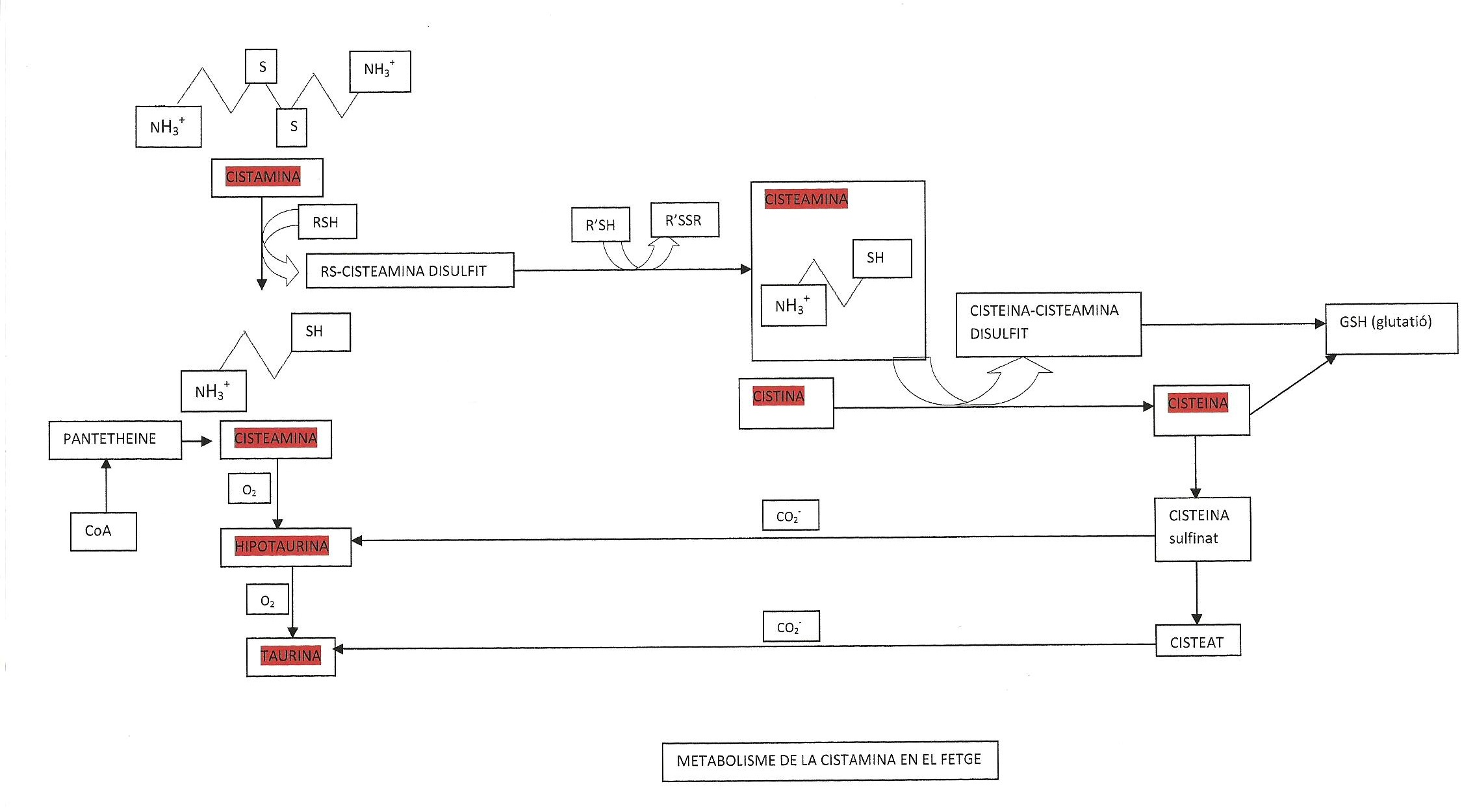
Metabolisme de la cistamina en el fetge.

La ruta metabòlica de la cistamina es desenvolupa al fetge i dona diversos productes: 
- Cistamina és reduïda per tiols a cisteamina i RS-cisteamina disulfur que a través d'un altre tiol forma cisteamina.
- La cistina és reduïda per la cisteamina a cisteina i s'incorpora en el glutatió, gràcies a la glutamat cisteina ligasa i la GSH sintetasa. Aquesta reducció s'acompanya de l'oxidació de la cisteamina a un compost de cisteina-cistamina que també es redueix a cisteina i forma glutatió.
- La cisteamina, per altra banda, pot derivar de CoA a través de l'intermediari Pantetheine.
- La cisteamina desoxigenasa oxida la cisteamina a hipotaurina que torna a ser oxidada a taurina per la hipotaurina deshidrogenasa.
- La cisteïna a part de formar glutatió pot ser oxidada per la cisteïna desoxigenasa a cisteïna sulfat que torna a ser oxidada a cisteat.
- La cisteïna sulfat pot ser descarboxilada a hipotaurina i el cisteat a taurina.¡

## Estudis recents
La cistamina es pot utilitzar com a fàrmac degut ha que segons alguns estudis, ha demostrat tenir un efecte neuroprotector en malalties neurodegeneratives causades per l'aparició d'agregats proteics a conseqüència de la presència de poliglutamina en les proteïnes. L'efecte protector que inhibeix la mort neuronal provocada pels agregats de polyQ-huntingtina és la l'increment de BDNF i a més a més sembla que inhibeix la caspasa-3 i per tant, evita l'apoptosi i augmenta el nivells de L-cisteïna que actua com a precursor de l'antioxidant glutiatió (GSH).
En un estudi fet el 1994 s'ha descrit que la cistamina pot actuar com a inhibidor de la replicació i la infecció del virus VIH en limfòcits i macròfags, tant la primera infecció com les cèl·lules cròniques. Estudis amb cèl·lules humanes, la Cistamina, ha demostrat que interfereix en l'ensemblatge normal dels virions actuant postranscripcionalment, ja que, oxida els grups SH de la cisteïna i per tant, no permet la formació de proteïnes funcionals. A part, s'ha descrit que, a altes concentracions, bloqueja la formació del DNA viral.
A nivell dermatològic, s'ha descrit que la cistamina/cisteamina inhibeixen la síntesi de melanina en els melanòcits, perquè inhibeixen l'enzim tirosinasa.